# 上古卷轴：竞技场
《上古卷轴：竞技场》是一款由贝塞斯达软件公司开发、发行于1994年的奇幻类开放世界型动作角色扮演游戏。这是上古卷轴系列游戏的首部作品。该游戏运行于DOS系统。是第一款运用三维技术的奇幻类RPG。
2004年，在上古卷轴系列十周年之际，官方提供了《上古卷轴：竞技场》的免费下载。
和后作一样，《上古卷轴：竞技场》的情节发生在泰姆瑞尔大陆上，游戏包含野外与地下城，还有一个可以将多种魔法混合的魔法系统。